# 両宮山古墳
両宮山古墳（りょうぐうざんこふん）は、岡山県赤磐市穂崎・和田にある古墳。形状は前方後円墳。両宮山古墳群（西高月古墳群）を構成する古墳の1つ。国の史跡に指定されている。
備前地方では最大、岡山県では第3位の規模の古墳で、5世紀後半（古墳時代中期）頃の築造と推定される。

## 概要
| 古墳名     | 形状         | 墳丘長 | 時期   |
| ---------- | ------------ | ------ | ------ |
| 両宮山古墳 | 前方後円墳   | 206m   | 5c後半 |
| 森山古墳   | 帆立貝形古墳 | 82m    | 5c後半 |
| 朱千駄古墳 | 前方後円墳   | 85m    | 5c末   |
| 小山古墳   | 前方後円墳   | 67m    | 5c末   |
| 廻り山古墳 | 前方後円墳   | 47m    | 6c前半 |

岡山県南部、本宮高倉山南東麓の扇状地斜面に築造された巨大前方後円墳である。一帯では本古墳含む前方後円墳4基・帆立貝形古墳2基などからなる両宮山古墳群（西高月古墳群）の営造が知られ、本古墳はその主墳になる。墳丘上では前方部に両宮神社が造営されているほか、墳丘周囲部ではこれまでに数次の発掘調査が実施されている。
墳形は前方後円形で、墳丘主軸を傾斜面と平行とし、前方部を南東方向（傾斜面の低位方向）に向ける。墳丘は3段築成。墳丘長は206メートルを測るが、これは備前地方（岡山県南東部）では最大規模で、岡山県では造山古墳（岡山市北区新庄下、350メートル：全国第4位）・作山古墳（総社市三須、282メートル：全国第10位）に次ぐ第3位の規模になる。墳丘の左右くびれ部には高い造出を有する。墳丘外表で葺石・埴輪は検出されていない点で特色を示す。埋葬施設は未調査のため明らかでない。墳丘周囲には2重周濠が巡らされており、周濠を含めた全長は349メートルにもおよぶ。2重周濠のうち外濠は周辺田畑に埋没しているが、内濠は現在も水をたたえる（農業用ため池「両宮池」として利用）。また周辺では、後円部側に陪塚と見られる和田茶臼山古墳が築造されている。
築造時期は、古墳時代中期の5世紀後半頃と推定される。周辺古墳では森山古墳が後継首長墓と推測され、続いて朱千駄古墳・小山古墳・廻り山古墳と規模を縮小しながら築造された。また、吉備の3大古墳としては造山古墳・作山古墳に次ぐ3番目の築造になるが、両古墳と異なり2重周濠を採用して「畿内型」の様相が強い点、および巨大古墳でありながら本古墳には葺石・埴輪が見られない点が注目される。
古墳域は1927年（昭和2年）に国の史跡に指定されている。なお両宮山古墳付近では、後世に古代山陽道が引かれているほか（造山古墳・作山古墳も同様）、西側では後世に備前国分寺も営まれている。

## 遺跡歴
- 1912年（大正元年）作成の地図に名称の記載[10]。
- 1924年（大正13年）、梅原末治が学会誌上で報告[11]。
- 1927年（昭和2年）4月8日、国の史跡に指定[9]。
- 1978年（昭和53年）2月8日、史跡範囲の追加指定（和田茶臼山古墳の古墳域）[9][11]。
- 1980年（昭和55年）、前方部前面の周堤の樋管回収に伴う発掘調査[5]。
- 1986年（昭和61年）の『岡山県史 考古資料』に航空測量図の掲載[5]。
- 2002-2004年度（平成14-16年度）、第1-3次調査：範囲・内容確認調査。外濠の発見（旧山陽町教育委員会）[11]。
- 2006年（平成18年）1月26日、史跡範囲の追加指定（外濠部分）[9]。
- 2006-2007年度（平成18-19年度）、中堤保存修理工事（赤磐市教育委員会）[12]。
- 2013-2015年度（平成25-27年度）、第4-6次調査：墳丘裾保存整備工事に伴う確認調査（赤磐市教育委員会）[7]。

## 墳丘

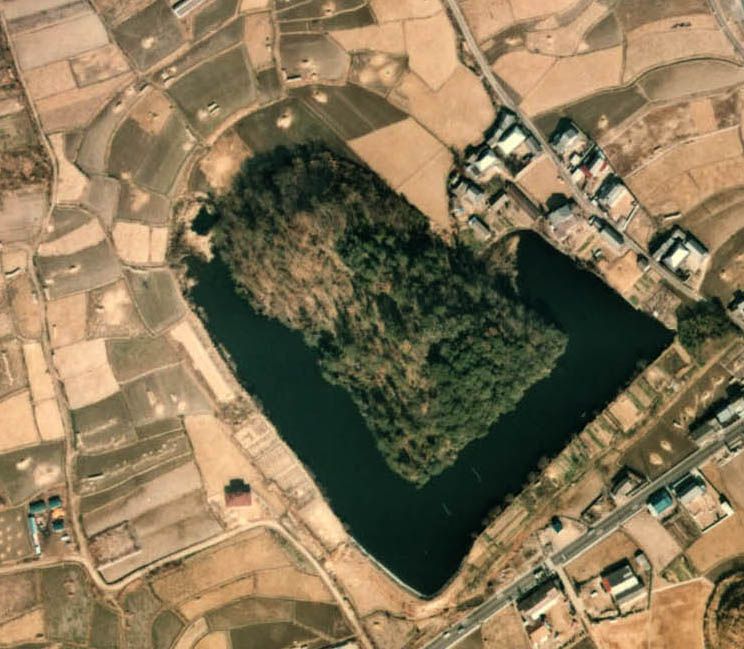
両宮山古墳の航空写真（1974年度）。

墳丘の規模は次の通り（2013-2015年度（平成25-27年度）までの調査による復元値）。
- 古墳総長：349メートル - 周濠を含めた全長。
- 墳丘長：206メートル
- 後円部 - 3段築成。
  - 直径：116メートル
- 前方部 - 3段築成。
  - 長さ：90メートル
  - 幅：145メートル
- 内濠
  - 後円部側：約25メートル
  - 前方部側：約30メートル
- 中堤
  - 後円部側：約36メートル
  - 前方部側：約32メートル

墳丘長を200メートルとする説の場合には、全国第36位の規模に位置づけられる。古墳の築造企画としては、大仙陵古墳や御廟野古墳（いずれも大阪府堺市）との類似が指摘され、大仙陵古墳との比較では約5分の2相似形になる。
墳丘外表で、葺石・埴輪は認められていない。墳丘周囲に巡らされる外濠は、後円部側で幅約13メートル、前方部側で幅約20メートルを測る。2重周濠は、畿内大王墓に顕著であるが吉備地方では例が少なく、両宮山古墳被葬者の格式の高さが示唆される。

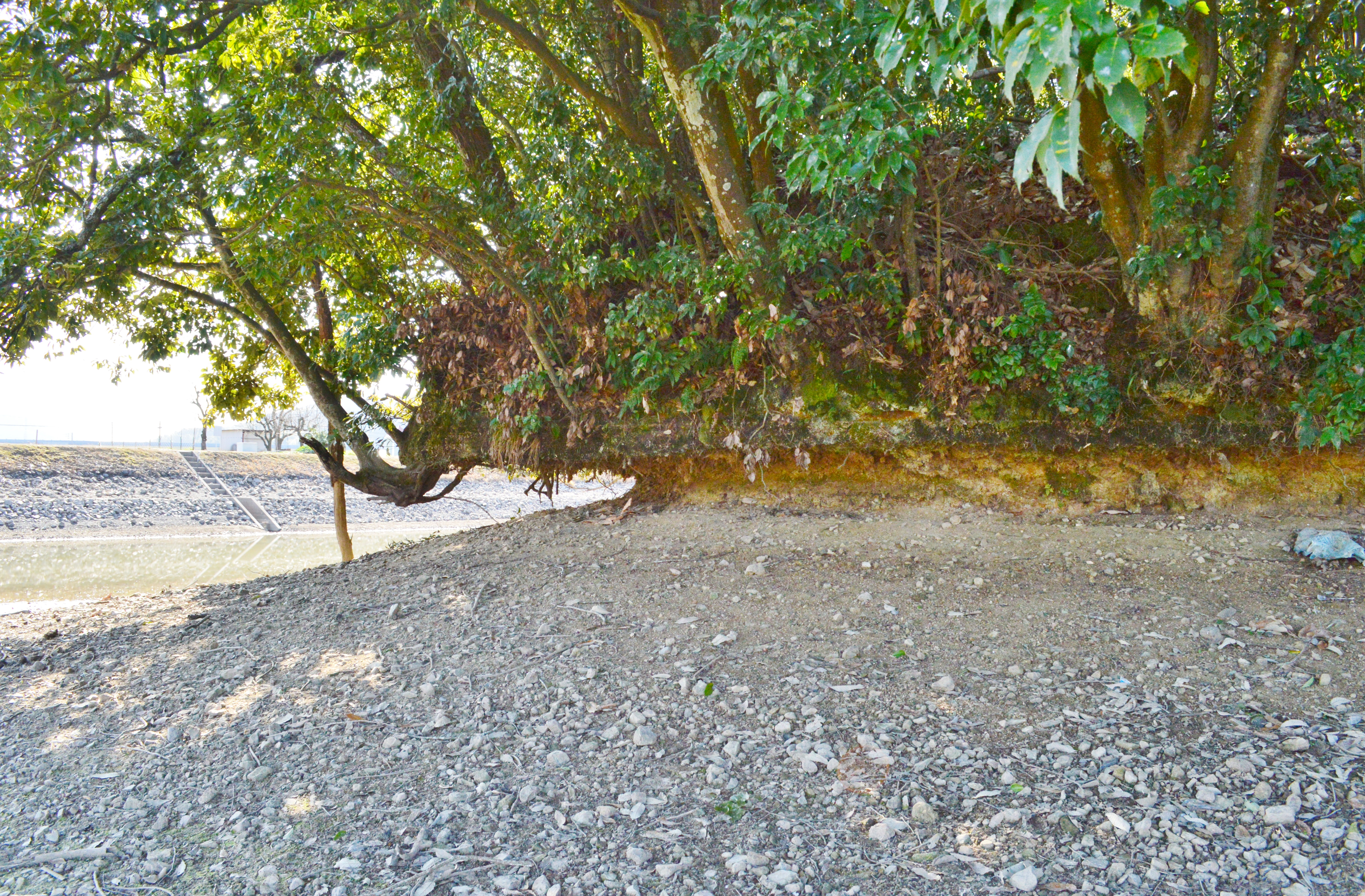
墳丘裾部の侵食（2017年）
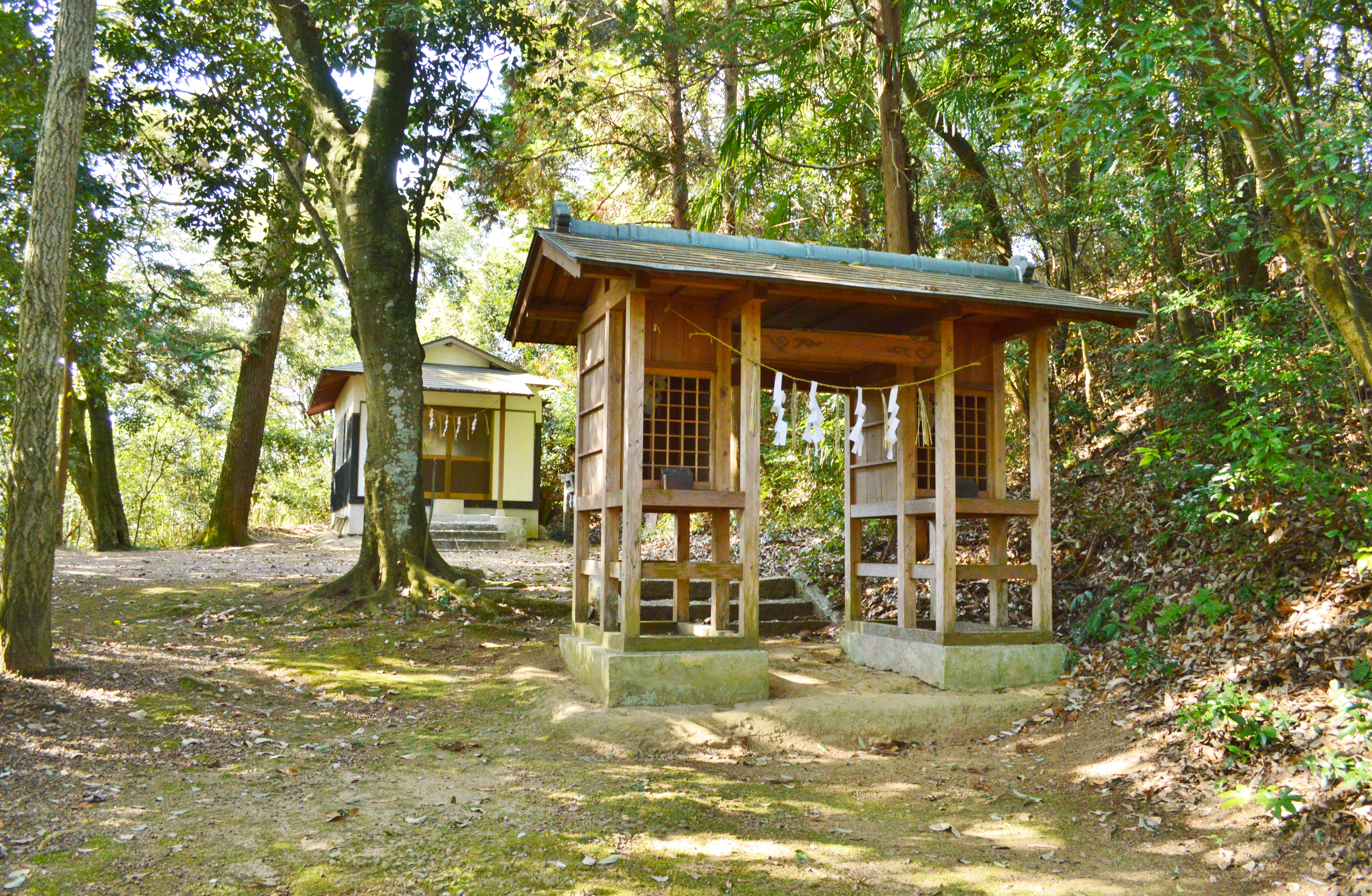
前方部に鎮座する両宮神社

## 陪塚

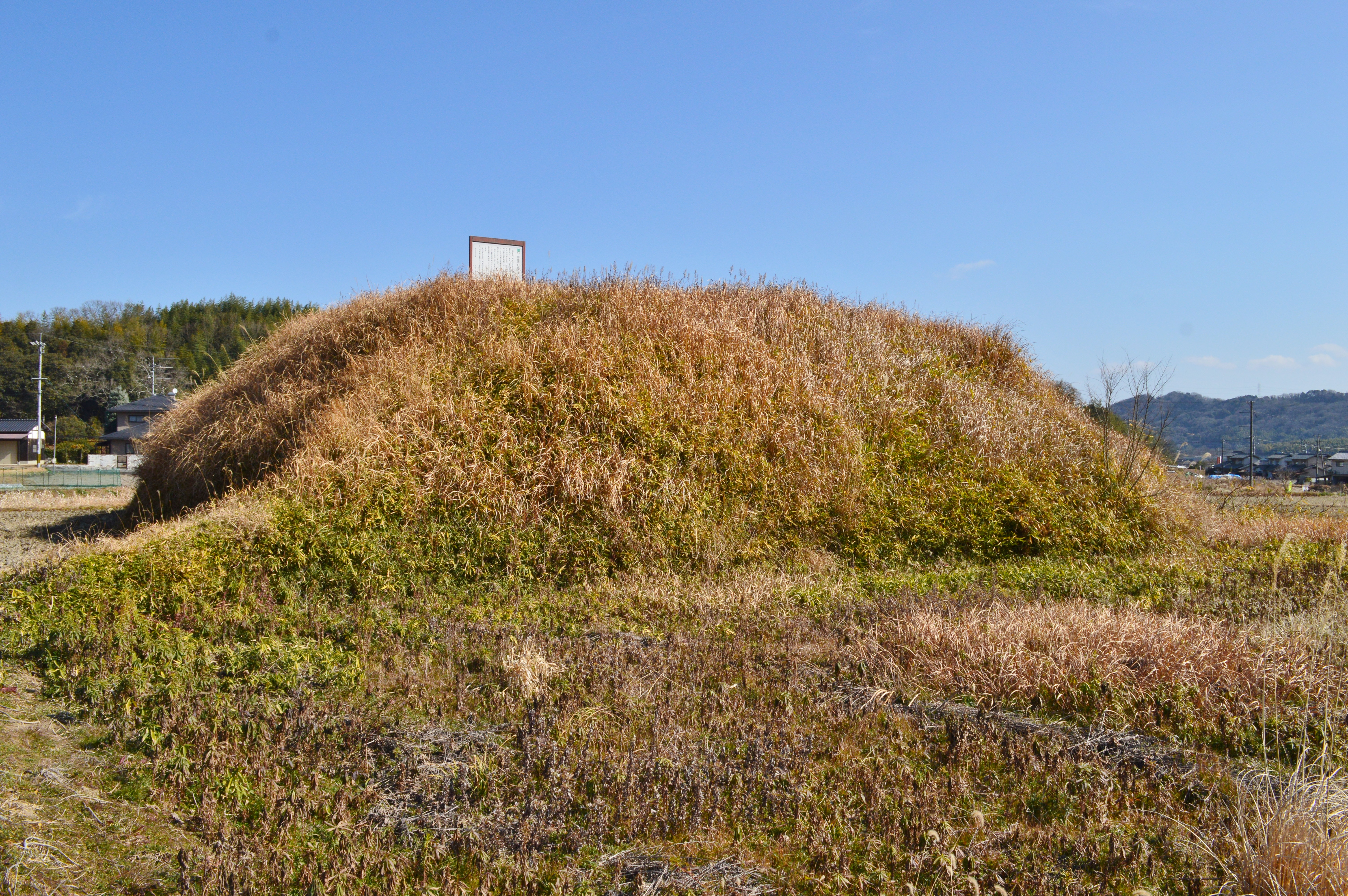
和田茶臼山古墳 墳丘

両宮山古墳周辺では中小古墳数基が分布するが、そのうち次の1基は陪塚と推定される。
- 和田茶臼山古墳（わだちゃうすやまこふん）
  - 所在地：赤磐市和田（北緯34度44分29.40秒 東経134度0分6.11秒 / 北緯34.7415000度 東経134.0016972度）
  - 形状：帆立貝形古墳
  - 規模：墳丘長55メートル、後円部直径41.5メートル（推定）、前方部長さ15メートル、前方部幅19.5メートル[6]

両宮山古墳の後円部北側に位置する。墳丘主軸は両宮山古墳とほぼ直交し、前方部を西方に向ける[6]。墳丘は2段築成と見られる[13]。現在では墳丘は後円部のみを遺存するが、発掘調査により前方部が確認されたほか、2重周濠を伴うことが判明した[3]。また、両宮山古墳と同様に葺石・埴輪は検出されていない[3]。築造時期は5世紀後半-末頃と推定される[13]。外濠を両宮山古墳と共有すると見られるなど、両宮山古墳とは計画的に配置されて古墳の様相も類似することから、和田茶臼山古墳被葬者は両宮山古墳被葬者と親密な関係にあるとされる[3][6]。
この和田茶臼山古墳の古墳域は、1978年（昭和53年）に国の史跡に指定されている（史跡「両宮山古墳」に追加指定）。

なお、両宮山古墳の前面には森山古墳・正免東古墳（非現存）も築造されるが、両古墳の場合には葺石・埴輪を伴う点が注目される。一帯では朱千駄古墳・小山古墳・廻り山古墳といった古墳の築造も認められるが、埴輪はいずれにおいても検出されている。

## 考証
『日本書紀』雄略天皇紀の記事に吉備氏の乱があり、その事件と両宮山古墳以後に吉備で古墳規模が縮小することとの対応を推測する説がある。これに関連して、反乱そのものかその後の吉備勢力の没落が影響して被葬者の葬送儀式が行われず、葺石・埴輪の設置という古墳工事の最終段階も行われなかったとする説もある。

## 文化財

### 国の史跡
- 両宮山古墳 - 1927年（昭和2年）4月8日指定、1978年（昭和53年）2月8日・2006年（平成18年）1月26日に史跡範囲の追加指定[9]。

## 現地情報
所在地
- 岡山県赤磐市穂崎・和田

交通アクセス
- バス：宇野バスで「新道 穂崎下」バス停下車（下車後北へ約200メートル）

周辺
- 両宮山古墳群
- 備前国分寺跡 - 国の史跡。
- 備前国分尼寺跡
- 大廻小廻山城跡 - 国の史跡。

## 関連文献
（記事執筆に使用していない関連文献）
- 宇垣匡雅『両宮山古墳 -二重濠をもつ吉備の首長墓-（日本の遺跡 14）』同成社、2006年。ISBN 978-4-88621-365-5。
- 『史跡両宮山古墳保存管理計画』岡山県赤磐市教育委員会、2016年。
- 『両宮山古墳とその時代 -赤磐市制施行10周年記念事業史跡シンポジウム-（シンポジウム記録集 1）』岡山県赤磐市教育委員会、2017年。
- 『両宮山古墳以後 -古墳時代後期の赤磐と倭王権 赤磐市史跡シンポジウム-（シンポジウム記録集 2）』岡山県赤磐市教育委員会、2019年。